# Liste der Baudenkmäler in Wittislingen
Auf dieser Seite sind die Baudenkmäler in dem schwäbischen Markt Wittislingen zusammengestellt. Diese Tabelle ist eine Teilliste der Liste der Baudenkmäler in Bayern. Grundlage ist die Bayerische Denkmalliste, die auf Basis des Bayerischen Denkmalschutzgesetzes vom 1. Oktober 1973 erstmals erstellt wurde und seither durch das Bayerische Landesamt für Denkmalpflege geführt wird. Die folgenden Angaben ersetzen nicht die rechtsverbindliche Auskunft der Denkmalschutzbehörde.

## Baudenkmäler nach Ortsteilen

### Wittislingen
| Lage                                              | Objekt                                            | Beschreibung | Akten-Nr.     | Bild           |
| ------------------------------------------------- | ------------------------------------------------- | --- | ------------- | -------------- |
| Am Mittelweg (Standort)                           | Bildstock                                         | bezeichnet 1672, renoviert 1840 und 1946; nördlich vom Dorf, gegen den Braunenlochwald zu. | D-7-73-183-15 | BW             |
| Bächle (Standort)                                 | Ehemaliges Bauernhaus                             | Eingeschossiger Mitterstallbau mit Satteldach und profiliertem Giebelgesims, Mitte 19. Jahrhundert. | D-7-73-183-5  | BW             |
| Brunnenberg (Standort)                            | Bildstock                                         | mit Trägerrelief und Steinkreuz auf Pfeiler mit Sockel, bezeichnet 1780, renoviert 1879; südlich des Ortes, an der Straße nach Lauingen | D-7-73-183-27 | Bildstock      |
| Dillinger Straße (Standort)                       | Bildstock                                         | Rest eines Bildstocks, bezeichnet 1709 | D-7-73-183-3  | Bildstock      |
| Egau (Standort)                                   | Stauwehr                                          | 1922 nach älterem Vorbild erneuert; südlich der Pfarrkirche. | D-7-73-183-23 | Stauwehr       |
| Friedhofweg 10 (Standort)                         | Katholische Friedhofskapelle St. Leonhard         | Flachgedeckter Saalbau mit eingezogenem, korbbogig geschlossenem Chor, Dachreiter mit Zwiebelhaube, 17. Jahrhundert; mit Ausstattung | D-7-73-183-2  | weitere Bilder |
| Hartfeld (Standort)                               | Marienfigur                                       | auf steinerner Säule mit korinthischem Kapitell, bezeichnet 1887 und 1908; westlich des Ortes, am Radweg nach Dattenhausen | D-7-73-183-25 | BW             |
| Kapellenäcker (Standort)                          | Peststein                                         | wohl 16. Jahrhundert; neben dem Bildstock an der Straße nach Oberbechingen | D-7-73-183-14 | Peststein      |
| Kapellenäcker (Standort)                          | Bildstock                                         | Steinkreuz auf Säule, bezeichnet 1643, renoviert 1880; an der Straße nach Oberbechingen | D-7-73-183-13 | Bildstock      |
| Marienplatz (Standort)                            | Mariensäule                                       | auf hohem Pfeiler, bezeichnet 1643; am nördlichen Zugang zum Kirchhof. | D-7-73-183-29 | weitere Bilder |
| Marienplatz 1 (Standort)                          | Katholische Pfarrkirche St. Ulrich und Martin     | Saalbau mit flacher Stichkappentonne und eingezogenem, halbrund geschlossenem Chor, nach Entwurf von Franz Kleinhans durch Joseph Eberhardt erbaut, 1750–52, Erweiterung Ende 18. Jahrhundert; mit Ausstattung (siehe auch: Taufbecken); ehemaliger Bergfried, freistehender Kirchturm, Quader- und Bruchsteinmauerwerk, 13. Jahrhundert, Obergeschosse um 1550; Friedhofsmauer, Teile der ehemaligen Friedhofsbefestigung, Buckelquadermauern, 13. Jahrhundert. | D-7-73-183-1  | weitere Bilder |
| Marienplatz 4 (Standort)                          | Ehemaliges Pfarrhaus                              | zweigeschossiger Satteldachbau mit risalitartigem Anbau im Westen, profiliertes Trauf- und Giebelgesims, 1732; Gartenmauer, Ost- und Südzug, Bruchstein, wohl 18. Jahrhundert. | D-7-73-183-6  | weitere Bilder |
| Marienplatz 5 (Standort)                          | Wohnhaus                                          | zweigeschossiger Satteldachbau in Ecklage mit Fachwerkobergeschoss und zweigeschossigem Fachwerkgiebel mit Ladeluken und Kranbalken, bezeichnet 1531. | D-7-73-183-7  | Wohnhaus       |
| Marienplatz 8 (Standort)                          | Ehemaliges Gasthaus goldener Stern, jetzt Rathaus | zweigeschossiger giebelständiger Satteldachbau mit Treppengiebel, im Kern 16. Jahrhundert, Veränderungen 19. Jahrhundert. | D-7-73-183-8  | weitere Bilder |
| Markstatt 2 (Standort)                            | Ehemaliges Vogthaus                               | zweigeschossiger Satteldachbau, im Kern 17. Jahrhundert, Veränderungen Ende 18. Jahrhundert. | D-7-73-183-9  | BW             |
| Markstatt 8 (Standort)                            | Ehemaliger Zehentstadel                           | Satteldachbau mit segmentbogigen Toren, im Kern wohl 17. Jahrhundert. | D-7-73-183-10 | BW             |
| Peter-Dörfler-Straße (Standort)                   | Bildstock                                         | Steinkreuz auf Bildsäule mit Grundstock, wohl 1. Hälfte 18. Jahrhundert; am nordöstlichen Ortsrand. | D-7-73-183-17 | BW             |
| Riedsteig 1 (Standort)                            | Bildstock                                         | aus Giebelfeld der alten Hofstelle, auf jüngerem Pfeiler, wohl 17. Jahrhundert; südlich des Ortes. | D-7-73-183-24 | BW             |
| Römerstraße (Standort)                            | Eisenkreuz mit Christusfigur                      | Christusfigur, bezeichnet 1909, renoviert 1987; nordwestlich des Ortes. | D-7-73-183-26 | BW             |
| Schindbühl 1 (Standort)                           | Hausknechtskapelle                                | achtseitiger Zentralbau mit Dachgaube über dem Eingang, 1728; mit Ausstattung | D-7-73-183-4  | BW             |
| Von Wittislingen zum Beutenstetter Hof (Standort) | Bildstock                                         | bezeichnet 1833; auf dem Grünberg, an der Wegabzweigung nach Beutenstetten. | D-7-73-183-18 | BW             |
| Wiesenberg 26 (Standort)                          | Bildstock                                         | Steinkreuz auf Pfeiler, bezeichnet 1709, renoviert 1881, überarbeitet im 20. Jahrhundert; am östlichen Ortsrand. | D-7-73-183-28 | BW             |
| Wolfsgalgen (Standort)                            | Bildstock                                         | bezeichnet 1638, renoviert 1886 und 1931; südwestlich vom Dorf. | D-7-73-183-12 | BW             |
| Zöschlingsweiler Straße (Standort)                | Madonnenfigur                                     | auf Säule mit korinthischem Kapitell, bezeichnet 1879; am östlichen Ortsrand. | D-7-73-183-16 | BW             |
| Zöschlingsweiler Straße 12 (Standort)             | Bauernhaus                                        | Wohnstallbau mit Wiederkehr, eingeschossiger, giebelständiger Satteldachbau, dreigeschossiger Giebel durch profilierte Gesimse geteilt, 18. Jahrhundert. | D-7-73-183-11 | BW             |

### Beutenstetterhof
| Lage                       | Objekt                          | Beschreibung | Akten-Nr.     | Bild |
| -------------------------- | ------------------------------- | --- | ------------- | ---- |
| Beutenstetten 1 (Standort) | Wappen                          | Kartusche mit Wappen von Bischof Heinrich von Knoeringen, 1629.                                                        | D-7-73-183-20 | BW   |
| Beutenstetten 2 (Standort) | Katholische Kapelle St. Joachim | Einschiffiger Bau mit Dachreiter, Langhaus mit Stichkappentonne und eingezogenem Chor, 1629 errichtet; mit Ausstattung | D-7-73-183-19 | BW   |

### Schabringen
| Lage                    | Objekt                              | Beschreibung | Akten-Nr.     | Bild           |
| ----------------------- | ----------------------------------- | --- | ------------- | -------------- |
| Kirchplatz 1 (Standort) | Katholische Pfarrkirche St. Ägidius | einschiffiger Bau mit quadratischem Westturm, flachgedecktes Langhaus mit eingezogenem, korbbogig geschlossenem Chor und Flachdecke, von Johann Georg Hitzelberger, bezeichnet 1777/78, Sakristeianbau 19. Jahrhundert; mit Ausstattung; in ummauertem Friedhof. | D-7-73-183-21 | weitere Bilder |

### Zöschlingsweiler
| Lage                            | Objekt                | Beschreibung                                                                                 | Akten-Nr.     | Bild |
| ------------------------------- | --------------------- | -------------------------------------------------------------------------------------------- | ------------- | ---- |
| Schabringer Straße 1 (Standort) | Ehemalige Papiermühle | dreigeschossiger Mansarddachbau mit Krüppelwalmen, 1810 erbaut, ab 1858 mechanische Weberei. | D-7-73-183-22 | BW   |